# 冰島國家廣播公司
冰島國家廣播公司是冰島的國家公共廣播公司，於1930年成立並開播廣播節目，1966年開播電視節目。
公司主张促进冰岛语、冰岛历史和冰岛的文化遗产宣传；公司擁有2條電視頻道和3條電台頻率。2011年3月31日，冰岛国家广播公司采用了新的公司图标。

## 频道
冰岛国家广播公司目前共有两套电视频道和三套广播频道：

### 电视频道
- RÚV（第1频道），开播于1966年9月30日，播送新闻、时事、娱乐、文化等节目，是一个综合频道。1973年开始试播彩色电视节目，1976年实现彩色电视播出。
- RÚV2（第2频道），开播于1966年9月30日，播送文化、体育赛事等节目，同时会播送特别新闻报道。

### 广播频道
- Rás1（第1广播），开播于1930年12月20日，播送新闻、时事、天气、文化、艺术、历史等各类节目，频率LW 189 kHz，FM92.4 & 93.5MHz。
- Rás2（第2广播），开播于1983年12月1日，播送流行和摇滚音乐节目，频率LW 189 kHz、FM99.9MHz。
- Rondó（朗多广播），播送古典和爵士音乐节目，通过网络播出。

## 发射台
冰岛国家广播公司在冰岛西部的海德利桑德设有一个长波发射台，长波频率189kHz，功率300kW，有效覆盖冰岛全境及欧洲大陆部分地区。此外在冰岛东部埃伊尔斯塔济附近的艾达还设有一个长波发射台，发射频率207kHz，功率100kW，以弥补覆盖部分无法收听FM广播的地区，同时也服务冰岛海上渔民。第1广播（Rás 1）和第2广播（Rás2）在全国拥有90部发射机。

## 外部連結
- 官方網站National and University Library of Iceland的存檔，存档日期2006-05-22（冰岛语）